# Martin Chungong
Martin Chungong, né le 17 février 1957, est le huitième Secrétaire général de l’Union interparlementaire (UIP).  De nationalité camerounaise, il est à la fois le premier Africain et le premier non-Européen élu au poste de Secrétaire général de l’UIP, qu’il occupe depuis le 1er juillet 2014.

## Biographie

### Jeunesse et formation
Martin Chungong étudie et obtient une licence à l’Université de Yaoundé. Il entreprend ensuite des études à l’Université d’Ottawa, où il obtient un doctorat en linguistique appliquée en 1982. Il est également titulaire d’un diplôme de troisième cycle de l’École polytechnique de Londres (actuelle Université de Westminster). Il parle couramment l’anglais, le français et l’espagnol.

### Carrière
Martin Chungong travaille à l’Assemblée nationale du Cameroun pendant 14 ans, notamment en tant que Secrétaire administratif de la représentation du Cameroun auprès de l’UIP. Il enseigne aussi la linguistique et la traduction aux universités de Buéa et de Yaoundé dans son pays natal.
Il rejoint l’UIP en 1993, où il porte ses efforts sur le renforcement des capacités des parlementaires dans les pays en transition ou sortant d’un conflit. Il est nommé Directeur de la Division de la promotion de la démocratie (2005-2011), puis Directeur de la Division des programmes (2011-2014). Il occupe également le poste de Secrétaire de la Commission permanente de la démocratie et des droits de l’homme de l’UIP pendant huit ans.
En 2012, Martin Chungong est élu Secrétaire général adjoint de l’UIP.

#### Secrétaire général
En 2014, il devient le premier Africain et le premier non-Européen à être élu au poste de Secrétaire général de l’UIP depuis la création de l’Organisation 125 ans auparavant,. Il est réélu pour un second mandat en 2017, lors de la 136e Assemblée de l’UIP à Dhaka.
À la tête de l’UIP, Martin Chungong met en place des programmes pour aider les parlements à devenir plus forts, plus sensibles au genre et plus représentatifs. En sa qualité de Président du Comité de gestion sur la redevabilité du Réseau GOVNET de l’Organisation de coopération et de développement économiques (OCDE), il met en place des lignes directrices en matière de gouvernance pour le renforcement de la démocratie.
Martin Chungong représente la communauté parlementaire au Comité de direction du Partenariat mondial pour une coopération efficace au service du développement, un forum multipartite qui contribue à la réalisation des Objectifs de développement durable (ODD) en facilitant la coopération entre différents secteurs, notamment les gouvernements, les parlements, le secteur privé, les organisations multilatérales, la société civile et les syndicats.
Dans le cadre de son action pour l’égalité des sexes, Martin Chungong est nommé président du Conseil consultatif mondial des Champions internationaux de l'égalité des sexes, un réseau de dirigeants et dirigeantes qui s'efforcent de faire tomber les barrières entre les sexes. Il défend également le Programme des Nations unies visant à mettre fin à la violence dirigée contre les femmes en temps de conflit armé.
Il est l’un des 29 dirigeants mondiaux nommés par l’ancien Secrétaire général de l’ONU Ban Ki-moon pour orienter les efforts du Mouvement SUN (Scaling Up Nutrition), qui vise à mettre fin à la malnutrition sous toutes ses formes.
Martin Chungong est également membre du Conseil du Partenariat pour la santé de la mère, du nouveau-né et de l’enfant (PMNCH). Il est à la tête des efforts déployés par l’UIP pour obtenir une baisse massive des taux de mortalité maternelle et infantile par la mise en place et l’application de législations efficaces, et la responsabilisation des gouvernements vis-à-vis de leurs engagements internationaux en la matière.
Il est aussi membre de la Commission de haut niveau sur le Sommet de Nairobi sur la CIPD25 (organisé 25 ans après la Conférence internationale sur la population et le développement).

## Vie privée
Il est marié à Stella Chungong, qui est médecin. Ils ont deux enfants, aujourd’hui adultes, Cindy and Martin Jr.

## Décorations
- Chevalier de l’ordre de la Pléiade (Organisation internationale de la Francophonie)
- Ordre de l’amitié (Assemblée nationale du Viet Nam)
- Officier de l’Ordre national du 27 juin 1977 (Djibouti)
- Décoration du Conseil de la fédération : 25 ans, Parlement de la fédération de Russie